# Tibor Sekelj
Tibor Sekelj (Spišská Sobota, Àustria-Hongria, 14 de febrer del 1912 – Subotica, Voivodina, Iugoslàvia, 20 de setembre del 1988), periodista croat, explorador, escriptor i jurista. Va fer expedicions per tota l'Amèrica del Sud, l'Àsia i l'Àfrica. A més de l'hongarès i el croat, parlava alemany, castellà, francès i esperanto. Membre de l'Acadèmia d'Esperanto i membre honorari de la UEA (l'Associació Mundial d'Esperanto), va escriure nombroses obres en aquesta llengua.

## Biografia
El pare de Tibor Sekelj era veterinari i la seva família s'havia de traslladar força sovint. Al cap d'uns mesos del naixement de Tibor Sekelj, es van instal·lar a Cenei, a l'actual Romania, i més endavant, el 1922, a Kikinda (Кикинда), Sèrbia, on Tibor Sekelj acaba l'educació elemental. Tot seguit es traslladen a Nikšić (Никшић), Montenegro, on acabarà l'educació secundària.
Acabats els estudis, Sekelj comença a treballar de periodista a Zagreb i el 1939 va a l'Argentina per fer una sèrie de reportatges sobre els emigrats iugoslaus. S'hi quedarà quinze anys, fent de periodista i d'explorador. El 1944 puja a l'Aconcagua, el cim més elevat del continent americà, i arran d'això publica la seva primera obra, Tempesta sobre l'Aconcagua. El 1954 tornarà a Iugoslàvia, cosa que no li impedeix continuar la seva activitat viatgera. El març del 1962 comença el seu primer viatge per l'Àfrica. Des del 1972 va viure a Subotica, a la Voivodina, en companyia de la seva muller, Erzsébet Sekelj; va ser director d'un museu de la ciutat fins al final de la seva vida.

## Obres
Les obres de Tibor Sekelj, novel·les o llibres de viatges, incorporen interessants observacions etnogràfiques. També va escriure diversos manuals i assajos sobre l'esperanto. La major part dels seus llibres són originalment en aquesta llengua, i després es van traduir a diversos idiomes. Tibor Sekelj és, sens dubte, l'escriptor en esperanto més traduït.

### Llibres de viatges
- Tempestad sobre el Aconcagua, sobre la seva expedició al massís argentí de l'Aconcagua, escrit originalment en castellà, Buenos Aires: Ediciones Peuser, 1944, 274 p.
  - Oluja na Aconcagui i godinu dana kasnije, traducció serbocroata d'Ivo Večeřina, Zagreb, 1955, 183 p.
  - Burka na Aconcagui, traducció per a Txecoslovàquia d'Eduard V. Tvarožek, Martin: Osveta, 1958, 149 p.
  - Tempesto super Akonkagvo, traducció a l'esperanto d'Enio Hugo Garrote, Belgrad: Serbio Esperanto-Ligo, 1959, 227 p.
- Por tierras de indios, sobre les experiències de l'autor entre els indis del Brasil, escrit originalment en castellà, 1946.
  - Durch Brasiliens Urwälder zu wilden Indianerstämmen, traducció alemanya de Rodolfo Simon, Zúric: Orell Füssli, 1950, 210 p.
  - Pralesmi Brazílie, traducció txeca de Matilda V. Husárová, Martin: Osveta, 1956, 161 p.
  - V dezeli Indijancev po brazilskih rekah gozdovih, traducció eslovena de Peter Kovacic, Maribor: Zalozba obzorja Maribor, 1966, 252 p.
  - Tra lando de indianoj Arxivat 2005-01-03 a Wayback Machine., traducció a l'esperanto d'Ernesto Sonnenfeld, Malmö: Eldona Societo Esperanto, 1970, 186 p.
- Excursión a los indios del Araguaia (Brasil), sobre els indis karajá i javaé del Brasil, en castellà, 1948.
- Nepalo malfermas la pordon, escrit originalment en esperanto, La Laguna: Régulo, 1959, 212 p.
  - Nepla otvara vrata, traducció sèrbia d'Antonije Sekelj, Belgrad, 1959, 212 p.
  - Window on Nepal, traducció anglesa de Marjorie Boulton, Londres: Robert Hale, 1959, 190 p.
  - Nepal odpira vrata, traducció eslovena de Boris Grabnar, Ljubljana: Mladinska Knjiga, 1960, 212 p.
- Ĝambo rafiki. La karavano de amikeco tra Afriko, escrit originalment en esperanto, Pisa: Edistudio, 1991, 173 p., ISBN 88-7036-041-5.
  - Djambo rafiki. Pot karavane prijateljstva po Afriki, traducció eslovena de Tita Skerlj-Sojar, Ljubljana: Mladinska Knjiga, 1965, 184 p.
- Ridu per Esperanto, Zagreb, 1973, 55 p.
- Premiitaj kaj aliaj noveloj, set relats escrits originalment en esperanto, Zagreb: Internacia Kultura Servo, 1974, 52 p.
- Kumeŭaŭa, la filo de la ĝangalo, llibre per a infants sobre la vida dels indígenes del Brasil, escrit originalment en esperanto. Primera edició, Anvers, 1979; segona edició, Rotterdam: UEA, 1994, 94 p..
  - Kumeuaua djungels son, traducció sueca de Leif Nordenstorm, Boden, 1987, 68 p.
  - Kumevava, az őserdő fia, traducció hongaresa d'István Ertl, Budapest, 1988.
  - Kumevava, syn ĝunhliv, traducció ucraïnesa de Nadija Hordijenko Andrianova, Kijivo, Veselka, 1989.
  - Kumevava, sin prašume[Enllaç no actiu], traducció sèrbia, 2003.
- Mondo de travivaĵoj, autobiografia i narració de les seves aventures a través dels cinc continents. Pisa: Edistudio, 1-a eldono 1981, 2-a eldono 1990, 284 p., ISBN 88-7036-012-1.
- Neĝhomo, relat sobre la vida durant una ascensió. Viena: Pro Esperanto 1988, 20 p.
- Kolektanto de ĉielarkoj, relats i poemes, escrits originalment en esperanto, Pisa: Edistudio, 1992, 117 p., ISBN 88-7036-052-0.
- Temuĝino, la filo de la stepo, novel·la per a joves, traduïda del serbi per Tereza Kapista, Belgrad, 1993, 68 p., ISBN 86-901073-4-7.

### Llibres sobre l'esperanto
- La importancia del idioma internacional en la educacion para un mundo mejor, Mèxic DF: Meksika Esperanto-Federacio, 1953, 13 p.
- The International Language Esperanto, Common Language for Africa, Common Language for the World, traduït de l'esperanto per John Christopher Wells, Rotterdam: UEA, 1962, 11 p.
- Le problème linguistique au sein du mouvement des pays non alignés et la possibilité de la resoudre, Rotterdam: UEA, 1981, 16 p. (dins Esperanto-dokumentoj, 10).
  - La lingva problemo de la Movado de Nealiancitaj Landoj - kaj gia ebla solvo, Rotterdam: UEA, 1981, 12 p. (dins Esperanto-dokumentoj, 13).

### Manuals d'esperanto
- La trovita feliĉo, conte per a infants, Buenos Aires: Progreso, 1945.
- amb Antonije Sekelj: Kurso de Esperanto, laŭ aŭdvida struktura metodo, 1960, 48 p.
- amb Antonije Sekelj: Dopisni tečaj Esperanta, Belgrad: Serba Esperanto-Ligo, 1960, 63 p.

### Obres d'etnografia
Arran dels seus viatges per l'Amèrica del Sud, l'Àfrica, Asia i Oceania, Sekelj va acumular una important col·lecció etnogràfica que va donar al Museu Etnogràfic de Zagreb.
La seva principal obra etnogràfica és:
- Elpafu la sagon, el la buŝa poezio de la mondo ('Tireu la fletxa, poesia oral del món'), Rotterdam: UEA, 1983, 187 p., ISBN 92-9017-025-5, «Serio Oriento-Okcidento», 18. Recull traduccions d'enregistraments que va fer al llarg dels seus viatges.

### Diccionari
Tibor Sekelj va col·laborar en el diccionari de museologia en vint llengües Dictionarium Museologicum, aparegut el 1986.